# Neumatistas
Los neumatistas eran unos médicos que constituyeron una escuela de medicina en Sicilia, fundada por Ateneo de Atalia en el siglo I.
Los neumatistas atribuían la causa de la vida y de las enfermedades a la acción del neuma o espíritu aéreo, principio del calor innato, el cual modificaba los sólidos y los líquidos. Esta escuela era semejante a la de los dogmatistas, que querían penetrar en la naturaleza de los fenómenos vitales y era antitética a la de los empiristas, que no hacían ninguna especulación de esta naturaleza.